# Buttering Trio
Buttering Trio est un groupe de musique israélien originaire de Tel Aviv, et composé de Rejoicer, Beno Hendler et KerenDun (la sœur de la pianiste israélienne Maya Dunietz).
Ils sont implantés dans la scène européenne du jazz, du funk et de la soul, et en particulier à Berlin.

## Albums
- 2013 : Toast[6]
- 2014 : Jam[7]
- 2017 : Threesome[8]

## Single
- 2011 : Party Bear
- 2012 : Tired Love
- 2016 : Little Goat
- 2021 : Desert Dream Romance[9]

## Musiciens
- Rejoicer : claviers et machines[8]
- Beno Hendler : basse, Beat-box[10]
- KerenDun (Keren Dunitz)[11] : chant